# 大阪市営トロリーバス

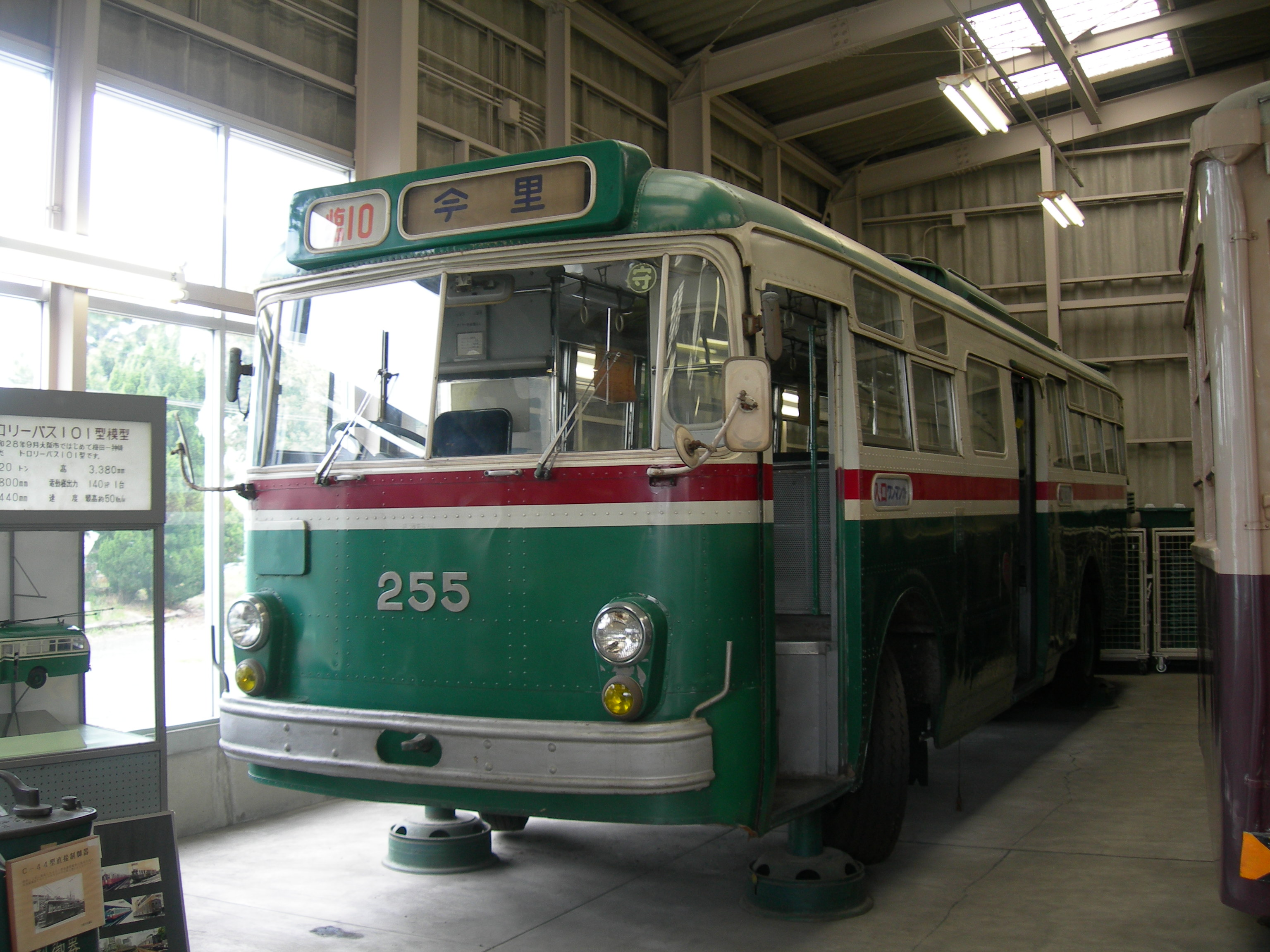
大阪市営トロリーバス（保存車の255号。窓下に赤い帯があり、ワンマンカー仕様）

大阪市営トロリーバス（おおさかしえいトロリーバス）は、かつて大阪市交通局が運営していた無軌条電車線（トロリーバス）。

## 概要
終戦直後、ガソリンの不足からバスも満足に走らせられない状況であったため、路面電車よりローコストで建設できるトロリーバス路線を開設することになったものである。戦前の1933年（昭和8年）にも導入を検討した事があったが、このときは実現しなかった。
しかし1950年（昭和25年）に導入が決まったものの、阪急バスなど並行する民営路線バスとの運賃協議などに時間を要し、初の路線の開業は1953年（昭和28年）となった。以後、大阪市電がカバーしていない地域を中心に1962年（昭和37年）まで路線を延長した。市電路線（東西線の長堀通と霞町玉造線）を代替した区間（1961年11月より）もある。
だがモータリゼーションの発達で自動車が増え市内交通が麻痺し、市電とともにトロリーバスがその元凶とされたため、全通後早くも撤去が考えられるようになった。1965年（昭和40年）に一部路線の廃止が行われ、大阪万博さなかの1970年（昭和45年）6月14日限りで市電より若干遅いながらも全廃された。

## 路線データ
1969年10月当時
- 路線距離：総延長38.3km
  - 1号線：大阪駅前 - 神崎橋間5.7km
  - 2号線：守口車庫前 - 森小路町一丁目 - 大阪駅前間8.0km
  - 3号線：森小路町一丁目 - 今里5.2km、大池橋 - 杭全町間1.6km
  - 4号線：新深江 - 阿倍野橋間7.3km（大池橋 - 今里間は3号線と重複）
  - 8号線：勝山通三丁目 - 玉造間2.7km
  - 9号線：今里 - 玉船橋間7.8km
  - なお、5・6・7号線は計画のみ
- 電化方式：直流600V

なお、各路線の運転系統は、1号系統、2号系統…となっていた。

## 沿革
- 1953年（昭和28年）9月1日 大阪駅前 - 神崎橋間開業。
- 1957年（昭和32年）4月1日 守口車庫前 - 森小路、森小路 - 今里間開業。
- 1958年（昭和33年）3月1日 新深江 - 阿倍野橋間開業。
- 1960年（昭和35年）9月27日 大阪駅前 - 森小路町一丁目間開業。
- 1961年（昭和36年）6月1日 大池橋 - 田島町四丁目間開業。
- 1961年（昭和36年）11月1日 市電路線の代替で、勝山通三丁目 - 玉造、今里 - 玉船橋間開業。
- 1962年（昭和37年）7月10日 田島町四丁目 - 杭全町間開業。
- 1965年（昭和40年）7月26日 地下鉄千日前線建設のため、新深江 - 今里間休止。
- 1967年（昭和42年）4月1日 地下鉄堺筋線建設のため、大阪駅前 - 天神橋筋六丁目間を扇橋経由から中崎町経由に変更。
- 1968年（昭和43年）11月23日 1・2号線除く各系統で終日ワンマンカー運行開始。乗降方式は市営バスとは異なり、前乗り後降りであった。
- 1969年（昭和44年）9月1日 阿倍野橋 - 大池橋、玉船橋 - 今里、玉造 - 勝山町三丁目間廃止。
- 1969年（昭和44年）10月1日 大阪駅前 - 神崎橋、大阪駅前 - 森小路町一丁目間廃止。
- 1970年（昭和45年）6月15日 守口車庫前 - 森小路町一丁目 - 今里 - 杭全町間、休止中の新深江 - 今里間廃止により全廃。

## 停留所
1963年当時
- 1号線

大阪駅前 - 済生会病院前 - 中津浜通 - 十三 - 十三元今里 - 田川 - 三津屋 - 加島東之町 - 加島町 - 加島西之町 - 神崎橋
- 2号線

守口車庫前 - 太子橋 - 今市町 - 森小路町九丁目 - 森小路町八丁目 - 森小路町五丁目 - 森小路町三丁目 - 森小路町一丁目 - 関目町 - 野江町 - 野江神社前 - 都島本通九丁目 - 都島本通三丁目 - 都島本通一丁目 - 都島橋 - 天神橋筋六丁目 - 天神橋筋五丁目 - 扇橋 - 太融寺 - 阪急阪神前 - 大阪駅前
- 3号線

森小路町一丁目 - 関目京阪前 - 関目町一丁目 - 城東区役所前 - 蒲生町四丁目 - 新喜多大橋 - 鴫野 - 鴫野駅前 - 鴫野東六丁目 - 白山町 - 緑橋 - 西今里町三丁目 - 西今里町四丁目 - 今里 - 猪飼野橋 - 猪飼野東二丁目 - 猪飼野東四丁目 - 猪飼野東六丁目 - 大池橋 - 猪飼野東九丁目 - 田島町 - 田島町二丁目 - 田島町四丁目 - 今林町 - 杭全町
- 4号線

新深江 - 片江口 - 大今里本町三丁目 - 今里 - 猪飼野橋 - 猪飼野東二丁目 - 猪飼野東四丁目 - 猪飼野東六丁目 - 大池橋 - 生野区役所前 - 勝山通六丁目 - 勝山通三丁目 - 国分寺 - 寺田町 - 南河堀町 - 阿倍野橋 - 天王寺西門前 - 大道二丁目 - 寺田町（寺田町 - 阿倍野橋 - 寺田町間はループ線）
- 8号線

勝山通三丁目 - 桃谷駅前 - 細工谷町 - 下味原町 - 舟橋町 - 真田山 - 玉造
- 9号線

今里 - 中道本通 - 玉造 - 東雲町 - 上本町二丁目 - 谷町六丁目 - 末吉橋 - 長堀橋 - 三休橋 - 心斎橋 - 佐野屋橋 - 四ツ橋 - 西大橋 - 白髪橋 - 西区役所前 - 松島公園前 - 本田町一丁目 - 本田町三丁目 - 国津橋 - 安治川一丁目 - 安治川源兵衛渡 - 玉船橋

## 車両
- 100形（101 - 108） 1953年製
- 200形（201 - 215, 221 - 264） 1956 - 1961年製 なお、255号が大阪市高速電気軌道森之宮検車場内の車両管理事務所に保存されている。
- 300形（301 - 319, 321 - 368） 1956 - 1963年製

これらの車両は神崎橋・森之宮・守口の3営業所に配置されていた。